# 裏松光世
裏松 光世（うらまつ みつよ、1736年〈元文元年〉 - 1804年〈文化元年〉）は、江戸時代中期から後期にかけての公家・有職故実家。内大臣・烏丸光栄の五男。裏松益光の養子。裏松家第5代当主。法名は固禅（こぜん）。『大内裏図考証』の著者。

## 経歴
1736年（元文元年）11月、烏丸光栄の末子（五男）として京都に生まれる。1747年（延享4年）12歳のとき前権中納言・裏松益光の養子に入って裏松家の嗣子となり、同年12月従五位下に叙される。
思想家・竹内敬持（竹内式部）の門人として、1758年（宝暦8年）23歳・左少弁のとき宝暦事件に連座、江戸幕府の忌諱にふれて遠慮（籠居）処分を受けた。2年後「所労と称し出仕致さざる事」との沙汰により永蟄居を命ぜられ、出家させられた。法名を固禅と号した。その後30年の蟄居生活の間に平安京を研究して『大内裏図考證』を著した。1788年（天明8年）の京都の大火で内裏が焼失し、その再建にあたり、その考証を参考とすることとなった。その功により、勅命により赦免される。また褒賞として錦5把、銀10枚を下賜された。
多くの著作を残し、1804年（文化元年）7月、満67歳で死去。
1891年（明治24年）、従四位を追贈された。

## 『大内裏図考證』
大内裏研究の第一の書とされる。平安京左右両京の区画制度、離宮、摂関の邸第などから書き始めて、大内裏構内の諸殿舎に関して綱をあげ、目をわかち、古図旧記を掲げて例証し詳しく解説している。朝堂院の付録として大嘗宮に関する考証を載せ、紫宸殿、清涼殿の付録として両殿内の調度を記すなど、関係事項を網羅し、すこぶる用意周到である。本書がおおよそ完成した年に発生した天明の大火により皇居が炎上・焼失したが、2年後の1790年（寛政2年）新造内裏が古制に拠って再建されたのには、光世の功績が絶大であった。
ただし、大内裏図など一部に不備な点があるとして、これを惜しんだ尾張藩主徳川斉朝の命を受けた内藤広前により、文政年間から天保年間にかけて補訂が施された。広前は新たに附図9巻を製作し、これが明治に入り「故実叢書」に収録されて流布した。
『大内裏図考証』は明治期まで版本は刊行されておらず写本として流通した。1788年（天明8年）までにほぼ完成したと見られ、1797年（寛政9年）朝廷に清書本が献上された。なお、1773年（安永2年）ごろからは藤貞幹（藤原貞幹）が研究に協力し、大きな役割を果たした。明治以後に公刊された「故実叢書」収録本では和装全14冊。構成については、10冊程度を合冊し一まとめにしているものなど著作者が諸巻について検討を加えておらず、現存の伝本の冊数構成はまちまちである。光世自筆の稿本や写本などは東京大学史料編纂所に「裏松家史料（裏松家記録）」として所蔵されている。
古代日本の宮都史を専門とした橋本義則は2011年（平成23年）の著書『古代宮都の内裏構造』において光世の努力を認めつつも、彼があまりにも多くの古今の書籍を参照してしまったために、内裏の歴史的変遷という視点が欠落してしまい（内裏は火災で幾度も焼失しており、その都度まったく同じ構造の建物が再建されたわけではない）、結果的にかつてどの時点においても実在したことのない内裏の図ができ上がってしまった、と批判している。

## 系譜
- 父：烏丸光栄
- 母：不詳
- 養父：裏松益光
- 妻：不詳
  - 男子：裏松恭光
  - 女子：直子 - 正姫、度会房光室
  - 女子：周子